# Linus Heidegger
Linus Heidegger (ur. 23 sierpnia 1995 w Innsbrucku) – austriacki panczenista. Uczestnik igrzysk olimpijskich w 2018.
Początkowo trenował hokej na lodzie. Jazdę na panczenach rozpoczął w 2002 w Innsbrucku. W 2010 odniósł kontuzję kolana. Studiuje ekonomię i prawo na Uniwersytecie Leopolda i Franciszka w Innsbrucku. Jest zatrudniony w wojsku austriackim.

## Wyniki
- igrzyska olimpijskie
  - Pjongczang 2018:
    - bieg masowy – 6. miejsce
- Mistrzostwa Świata
  - Kołomna 2016
    - bieg masowy - 16. miejsce

  - Gangneung 2017
    - bieg masowy - 17. miejsce
- Mistrzostwa Świata Juniorów
  - Warszawa 2015
    - 500 m - 35. miejsce
    - 1000 m - 23. miejsce
    - 1500 m - 15. miejsce
    - 5000 m - 12. miejsce
    - bieg masowy - 4. miejsce
    - minikombinacja - 11. miejsce